# نزلة القداديح
قرية نزلة القداديح هي إحدى القرى التابعة لمركز أبنوب في محافظة أسيوط في جمهورية مصر العربية. حسب إحصاءات سنة 2006، بلغ إجمالي السكان في نزلة القداديح 13016 نسمة، منهم 6625 رجل و6391 امرأة.